# Ted Ligety
Theodore Sharp „Ted” Ligety (Salt Lake City, Utah, 1984. augusztus 31. –) kétszeres olimpiai bajnok és ötszörös világbajnok amerikai alpesisíző.
2004-ben junior vb-ezüstérmet szerzett, a következő idényben szerepelt először a világkupában. Első komolyabb felnőtt versenygyőzelme a torinói olimpia kombinációjának megnyerése volt. A világkupában huszonöt győzelmet szerzett, ezek közül hatot a szlovéniai kranjska gorai versenyeken szerzett. Egy kivételével minden versenygyőzelme óriás-műlesiklásban született. Ugyancsak ebben a számban nyert bronzérmet a 2009-es világbajnokságon, és szintén az óriás-műlesiklás szakági világkupáját nyerte meg öt ízben: 2008-ban, 2010-ben, 2011-ben, 2013-ban és 2014-ben. 2014-ben a kombináció szakági világkupáját is megnyerte. A 2011-es világbajnokságon, Garmisch-Partenkirchenben világbajnoki címet szerzett óriás-műlesiklásban. A 2013-as világbajnokságon óriás-műlesiklásban, szuperóriás-műlesiklásban és kombinációban is világbajnoki címet szerzett. A 2015-ös világbajnokságon sorozatban harmadszor lett az óriás-műlesiklás világbajnoka, valamint kombinációban is sikerült bronzérmet nyernie.

## Világkupa-győzelmei

### Összetett
| Szezon | Szakág           |
| ------ | ---------------- |
| 2008   | Óriás-műlesiklás |
| 2010   | Óriás-műlesiklás |
| 2011   | Óriás-műlesiklás |
| 2013   | Óriás-műlesiklás |
| 2014   | Óriás-műlesiklás |
| 2014   | Kombináció       |

### Versenygyőzelmek
| Dátum              | Helyszín      | Szakág           |
| ------------------ | ------------- | ---------------- |
| 2006. március 5.   | Yongpyong     | Óriás-műlesiklás |
| 2008. március 8.   | Kranjska Gora | Óriás-műlesiklás |
| 2008. március 14.  | Bormio        | Óriás-műlesiklás |
| 2009. február 28.  | Kranjska Gora | Óriás-műlesiklás |
| 2010. január 29.   | Kranjska Gora | Óriás-műlesiklás |
| 2010. december 5.  | Beaver Creek  | Óriás-műlesiklás |
| 2010. december 11. | Val-d’Isère   | Óriás-műlesiklás |
| 2010. december 19. | Alta Badia    | Óriás-műlesiklás |
| 2011. október 23.  | Sölden        | Óriás-műlesiklás |
| 2011. december 6.  | Beaver Creek  | Óriás-műlesiklás |
| 2012. március 10.  | Kranjska Gora | Óriás-műlesiklás |
| 2012. október 28.  | Sölden        | Óriás-műlesiklás |
| 2012. december 2.  | Beaver Creek  | Óriás-műlesiklás |
| 2012. december 16. | Alta Badia    | Óriás-műlesiklás |
| 2013. január 12.   | Adelboden     | Óriás-műlesiklás |
| 2013. március 9.   | Kranjska Gora | Óriás-műlesiklás |
| 2013. március 16.  | Lenzerheide   | Óriás-műlesiklás |
| 2013. október 27.  | Sölden        | Óriás-műlesiklás |
| 2013. december 8.  | Beaver Creek  | Óriás-műlesiklás |
| 2014. január 17.   | Wengen        | Szuperkombináció |
| 2014. február 2.   | St. Moritz    | Óriás-műlesiklás |
| 2014. március 8.   | Kranjska Gora | Óriás-műlesiklás |
| 2014. március 15.  | Lenzerheide   | Óriás-műlesiklás |
| 2014. december 7.  | Beaver Creek  | Óriás-műlesiklás |
| 2015. október 25.  | Sölden        | Óriás-műlesiklás |